# Павао Павличић
Павао Павличић (Вуковар, 16. август 1946) хрватски је књижевник, историчар књижевности, универзитетски професор и академик. Он је истакнут по писању криминалистичких романа за децу и одрасле. Објавио је преко шездесет књига, преводио је са италијанског и написао више филмских и телевизијских сценарија. Павличић је најпродуктивнији хрватски писац.

## Биографија
Основну школу и гимназију је завршио је у Вуковару а на Филозофском факултету у Загребу дипломирао је компаративну књижевност и италијански језик. Докторирао је 1974. тезом из подручја метрике (Шеста рима у хрватској књижевности). Од 1970. године запослен је на Филозофском факултету где је и данас редовни професор на Одсеку за компаративну књижевност.
Павличића заокупљају теме из старије хрватске књижевности и литерарне теорије. Из тог подручја је објавио већи број расправа и неколико књига. Карактерише га мешање фантастике и типичности криминиалистичких романа. Већина Павличићевих романа имају структуру енигме а фантастичне елементе користи при стварању заплета. Карактеришу га и динамична фабула (пуна неочекиваних обрата), једноставан израз и ликови сведени на функције које имају у структури заплета.
Добитник је НИН-ове награде 1981. године за дело „Вечерњи акт“.
Члан је ХАЗУ од 1996. године.

## Дела
- Тројица у Трњу
- Магда и Трешњевачки фантом
- Плава ружа
- Диксиленд
- Крух и маст
- Кораљна врата
- Студије о Осману
- Умјетни орао
- Вечерњи акт
- Строј за маглу
- Сан који се понавља
- Расправе о хрватској барокној књижевности
- Књижевна генологија
- Стих у драми, драма у стиху
- Седам интерпретација
- Поетика маниризма
- Стих и значење
- Барокни стих у Дубровнику
- Лађа од воде
- Вилински ватрогасци
- Добри дух Загреба
- Слободни пад
- Трг слободе
- Ракова дјеца
- Заборав
- Пасијанс
- Нумерус клаусус
- Рупа на небу

## Филмографија
Аутор је сценарија за филмове:
- Ритам злочина (1981)
- Злочин у школи (1982)
- Трећи кључ (1983)
- Сан о ружи (1986)
- Осуђени (1987)
- Човјек који је волио спроводе (1989)
- Орао (1990)
- Вуковар се враћа кући (1994)
- Путовање тамном полутком (1996)
- Трећа жена (1997)